# Charoides lycimnia
Charoides lycimnia là một loài bọ cánh cứng trong họ Cerambycidae.